# Saison 1 de Jane the Virgin
Chronologie
Saison 2
Cet article présente les vingt-deux épisodes de la première saison de la série télévisée américaine Jane the Virgin.

## Synopsis
La série parle de la vie complètement folle et digne d'une telenovela de Jane Villanueva, une jeune femme qui enfant avait fait à sa grand-mère très pieuse la promesse de rester vierge jusqu'au mariage mais qui se retrouve, à la suite d'une erreur médicale, accidentellement inséminé artificiellement. En plus de cela, le donneur est le patron de Jane, un riche playboy avec qui elle avait flirté plus jeune.

## Distribution

### Acteurs principaux
- Gina Rodriguez (VF : Alice Taurand) : Jane Gloriana Villanueva
- Andrea Navedo (VF : Géraldine Asselin) : Xiomara « Xo » Gloriana Villanueva, la mère de Jane
- Justin Baldoni (VF : Damien Ferrette) : Rafael Solano, le père de l'enfant de Jane
- Yael Grobglas (VF : Anouck Hautbois) : Natalia « Petra » Solano, la femme de Rafael
- Ivonne Coll (VF : Évelyne Grandjean) : Alba « Abuela » Villanueva, la grand-mère de Jane
- Brett Dier (VF : Adrien Larmande) : lieutenant Michael Cordero Jr., le fiancé de Jane
- Jaime Camil (VF : Yann Peira) : Rogelio « Ro » de la Vega, le père de Jane
- Anthony Mendez (VF : Benoît Allemane) : le narrateur

### Acteurs récurrents
- Azie Tesfai (VF : Sabeline Amaury) : Nadine Hansan[2], la coéquipière de Michael (16 épisodes)
- Diane Guerrero (VF : Magali Rosenzweig) : Lina Santillian, la meilleure amie de Jane (12 épisodes)
- Priscilla Barnes (VF : Ève Lorach) : Magda Andel, la mère de Petra (12 épisodes)
- Bridget Regan (VF : Valérie Siclay) : Rose Solano / Sin Rostro[2] (11 épisodes)
- Yara Martinez (VF : Véronique Desmadryl) : Dr Luisa Alver, la demi-sœur de Rafael(10 épisodes)
- Alano Miller (VF : Jean-Baptiste Anoumon) : Roman Zazo, le meilleur ami de Rafael et contact de Sin Rostro (9 épisodes)
- Carlo Rota (VF : Gilles Morvan) : Emilio Solano, le père de Rafael (8 épisodes)
- Brian Dare (VF : Manuel Levelly) : Luca[3] (7 épisodes)
- Michael Rady (VF : Didier Cherbuy) : Lachlan Moore[4] (6 épisodes)
- Ryan Devlin (en) (VF : Alexandre Gillet) : Billy Cordero, le frère de Michael (4 épisodes)
- Rachel DiPillo : Andie[5] (4 épisodes)
- Wes Armstrong : (VF : Cédric Barberau) : Scott Archuletta, le majordome d'Emilio (4 épisodes)

### Invités
- Tony Plana (VF : François Dunoyer) : père Ortega (épisode 4)
- Tina Casciani : Melissa De La Vega, l'ex femme de Rogelio[6] (épisodes 4 et 6)
- Juanes : Elliot Lantana[7] (épisode 8)
- Paulina Rubio : elle-même[8] (épisode 9)
- Judy Reyes (VF : Christine Braconnier) : Dina Milagro[9] , la scénariste des passions de Santos (épisodes 11, 12 et 20)
- Cheech Marin  : Edward[10] (épisodes 13, 18 et 20)
- Kathleen York (VF : Nathalie Bleynie) : Angelique Harper (épisode 15)
- Jane Seymour (VF : Évelyn Séléna) : Amanda Elaine[11] (épisodes 16 et 19)
- Kathleen Wilhoite : Wendy (épisode 16)
- David Bisbal : lui-même[12] (épisode 16)
- Melinda Page Hamilton : Alexis Falco (épisode 18)
- Fabiana Udenio (VF : Malvina Germain) : Elena Di Nola, la mère de Rafael (épisode 18)
- Rita Moreno (VF : Marie-Martin) : Liliana De La Vega, la mère de Rogelio[13] (épisode 18)
- Robert John Burke : Graham Falco (épisode 18)
- Nia Vardalos : Barbara[14] (épisode 19)

## Production

### Développement
Le 8 mai 2014, The CW a officiellement commandé la série.
Le 21 octobre 2014, le réseau CW a commandé neuf épisodes supplémentaires, portant la saison à 22 épisodes.

### Diffusions
- Aux États-Unis, la saison a été diffusée du 13 octobre 2014 au 11 mai 2015 sur The CW ;
- Au Canada, la saison a été disponible le lendemain de sa diffusion américaine sur Shomi.

## Liste des épisodes

### Épisode 1:La Fleur sacrée
- États-Unis :

Résume Une jeune femme du nom de Jane affait une promesse à dieu et elle de garde sa virginité juste aux mariage.Jane bientôt fiancé à Michael vit toujours avec sa mère Xiomara et Sa grande mère Abuolla, Jane à travail dans un grand hôtel tenue par Rafael et sa femme Petra. Petra veut tendre un piège à son marie tomber enceinte de lui en utilisant son sperme congelé avec l'aide de Louisa qui nes autre que soeur de Rafael. Jane a rendez-vous en maintenant que Petra vue une soirée ou la copine de Louisa la trompé quelle va commettre une grosse erreur de salle et de patience. Jane va tombe enceinte mais sera toujours virgin comment va telle faire va telle gardé le bébé de Rafael.
Titre original
13 octobre 2014 sur The CW
- France :
  - 19 avril 2015 sur Téva[18]
  - 17 juillet 2016 sur 6ter[19]
  - 26 juin 2017 sur M6
- Québec : 28 août 2015 sur VRAK.TV[20]
- Belgique : 31 août 2018 sur Plug RTL[21].

- États-Unis : 1,61 million de téléspectateurs[22] (première diffusion)

### Épisode 2:LaQuinceañera
- États-Unis :

Résumé Jane enceinte de 2 mois , ce pose de question Micheal qui n'était pas fort d'accord pour garde le bébé va soutenir dans son choix de donne le bébé à Petra et Rafael apprend la naissance. Xiomara cache un secret qui et quoi?
20 octobre 2014 sur The CW
- France :
  - 19 avril 2015 sur Téva
  - 17 juillet 2016 sur 6ter
  - 26 juin 2017 sur M6
- Québec : 4 septembre 2015 sur VRAK.TV
- Belgique : 31 août 2018 sur Plug RTL

- États-Unis : 1,36 million de téléspectateurs[23] (première diffusion)

### Épisode 3:Toute première fois
- États-Unis : 27 octobre 2014 sur The CW
- France :
  - 26 avril 2015 sur Téva
  - 17 juillet 2016 sur 6ter
  - 26 juin 2017 sur M6
- Québec : 11 septembre 2015 sur VRAK.TV

- États-Unis : 1,09 million de téléspectateurs[24] (première diffusion)

### Épisode 4:Lettre coquine
- États-Unis : 3 novembre 2014 sur The CW
- France :
  - 26 avril 2015 sur Téva
  - 24 juillet 2016 sur 6ter
  - 27 juin 2017 sur M6
- Québec : 18 septembre 2015 sur VRAK.TV

- États-Unis : 1,01 million de téléspectateurs[25] (première diffusion)

### Épisode 5:Les Liens du sang
- États-Unis : 10 novembre 2014 sur The CW
- France :
  - 3 mai 2015 sur Téva
  - 24 juillet 2016 sur 6ter
  - 27 juin 2017 sur M6
- Québec : 25 septembre 2015 sur VRAK.TV

- États-Unis : 1,22 million de téléspectateurs[26] (première diffusion)

### Épisode 6:Les Âmes sœurs
- États-Unis : 17 novembre 2014 sur The CW
- France :
  - 3 mai 2015 sur Téva
  - 24 juillet 2016 sur 6ter
  - 28 juin 2017 sur M6
- Québec : 2 octobre 2015 sur VRAK.TV

- États-Unis : 1,09 million de téléspectateurs[27] (première diffusion)

### Épisode 7:La Cour des miracles
- États-Unis : 24 novembre 2014 sur The CW
- France :
  - 10 mai 2015 sur Téva
  - 31 juillet 2016 sur 6ter
  - 28 juin 2017 sur M6
- Québec : 9 octobre 2015 sur VRAK.TV

- États-Unis : 960 000 téléspectateurs[28] (première diffusion)

### Épisode 8:Le Temps des aveux
- États-Unis : 8 décembre 2014 sur The CW
- France :
  - 10 mai 2015 sur Téva
  - 31 juillet 2016 sur 6ter
  - 29 juin 2017 sur M6
- Québec : 16 octobre 2015 sur VRAK.TV

- États-Unis : 1,22 million de téléspectateurs[29] (première diffusion)

### Épisode 9:Un secret bien gardé
- États-Unis : 15 décembre 2014 sur The CW[30]
- France :
  - 17 mai 2015 sur Téva
  - 31 juillet 2016 sur 6ter
  - 29 juin 2017 sur M6
- Québec : 23 octobre 2015 sur VRAK.TV

- États-Unis : 1,28 million de téléspectateurs[31] (première diffusion)

### Épisode 10:Au bout du tunnel
- États-Unis : 19 janvier 2015 sur The CW
- France :
  - 17 mai 2015 sur Téva
  - 7 août 2016 sur 6ter
  - 30 juin 2017 sur M6
- Québec : 30 octobre 2015 sur VRAK.TV

- États-Unis : 1,39 million de téléspectateurs[32] (première diffusion)

### Épisode 11:La Main à la plume
- États-Unis : 26 janvier 2015 sur The CW
- France :
  - 24 mai 2015 sur Téva
  - 7 août 2016 sur 6ter
  - 16 octobre 2018 sur M6
- Québec : 6 novembre 2015 sur VRAK.TV

- États-Unis : 1,55 million de téléspectateurs[33] (première diffusion)

### Épisode 12:Sin rostro
- États-Unis : 2 février 2015 sur The CW
- France :
  - 24 mai 2015 sur Téva
  - 7 août 2016 sur 6ter
  - 16 octobre 2018 sur M6
- Québec : 13 novembre 2015 sur VRAK.TV

- États-Unis : 1,24 million de téléspectateurs[34] (première diffusion)

### Épisode 13:Au nom de la rose
- États-Unis : 9 février 2015 sur The CW
- France :
  - 6 septembre 2015 sur Téva[35]
  - 14 août 2016 sur 6ter
  - 17 octobre 2018 sur M6
- Québec : 20 novembre 2015 sur VRAK.TV

- États-Unis : 1,34 million de téléspectateurs[36] (première diffusion)

### Épisode 14:La Clé des champs
- États-Unis : 16 février 2015 sur The CW
- France :
  - 6 septembre 2015 sur Téva
  - 14 août 2016 sur 6ter
  - 17 octobre 2018 sur M6
- Québec : 27 novembre 2015 sur VRAK.TV

- États-Unis : 1,31 million de téléspectateurs[37] (première diffusion)

### Épisode 15:Au-delà des apparences
- États-Unis : 9 mars 2015 sur The CW
- France :
  - 13 septembre 2015 sur Téva
  - 14 août 2016 sur 6ter
  - 18 octobre 2018 sur M6
- Québec : 4 décembre 2015 sur VRAK.TV

- États-Unis : 1,26 million de téléspectateurs[38] (première diffusion)

### Épisode 16:Les Grandes illusions
- États-Unis : 16 mars 2015 sur The CW
- France :
  - 13 septembre 2015 sur Téva
  - 21 août 2016 sur 6ter
  - 18 octobre 2018 sur M6
- Québec : 11 décembre 2015 sur VRAK.TV

- États-Unis : 1,10 million de téléspectateurs[39] (première diffusion)

### Épisode 17:L'Arrache-cœur
- États-Unis : 6 avril 2015 sur The CW
- France :
  - 20 septembre 2015 sur Téva
  - 21 août 2016 sur 6ter
  - 19 octobre 2018 sur M6
- Québec : 18 décembre 2015 sur VRAK.TV

- États-Unis : 930 000 téléspectateurs[40] (première diffusion)

### Épisode 18:L'Ombre d'un doute
- États-Unis : 13 avril 2015 sur The CW
- France :
  - 20 septembre 2015 sur Téva
  - 21 août 2016 sur 6ter
  - 19 octobre 2018 sur M6
- Québec : 7 janvier 2016 sur VRAK.TV[41]

- États-Unis : 1,03 million de téléspectateurs[42] (première diffusion)

### Épisode 19:La Valse des émotions
- États-Unis : 20 avril 2015 sur The CW
- France :
  - 27 septembre 2015 sur Téva
  - 28 août 2016 sur 6ter
  - 22 octobre 2018 sur M6
- Québec : 14 janvier 2016 sur VRAK.TV

- États-Unis : 1,05 million de téléspectateurs[43] (première diffusion)

### Épisode 20:Crime et châtiment
- États-Unis : 27 avril 2015 sur The CW
- France :
  - 27 septembre 2015 sur Téva
  - 28 août 2016 sur 6ter
  - 22 octobre 2018 sur M6
- Québec : 21 janvier 2016 sur VRAK.TV

- États-Unis : 1,06 million de téléspectateurs[44] (première diffusion)

### Épisode 21:La Peur du vide
- États-Unis : 4 mai 2015 sur The CW
- France :
  - 4 octobre 2015 sur Téva
  - 28 août 2016 sur 6ter
  - 23 octobre 2018 sur M6
- Québec : 28 janvier 2016 sur VRAK.TV

- États-Unis : 1,05 million de téléspectateurs[45] (première diffusion)

### Épisode 22:Un cadeau de Dieu
- États-Unis : 11 mai 2015 sur The CW[46]
- France :
  - 4 octobre 2015 sur Téva
  - 28 août 2016 sur 6ter
  - 23 octobre 2018 sur M6
- Québec : 4 février 2016 sur VRAK.TV

- États-Unis : 1,24 million de téléspectateurs[47] (première diffusion)